# Falkenbergs FF
El Falkenbergs FF es un club de fútbol sueco de la ciudad de Falkenberg en provincia de Halland. Fue fundado en 1928 y juega en la Superettan.

## Palmarés
- Superettan: 1

2013
- Division 2 Södra: 2

1994, 2002

## Entrenadores
| - Thure Claesson (1929–31) - Henning Svensson (1932–33) - Tobbi Svenson (1934–46) - Erik Göransson (1947) - Henry Antfors (1948–50) - Nils Rydell (1951) - Gösta Lambertsson (1952) - Tobbi Svenson (1953–54) - Gunnar Rydberg & Axel Löfgren (1955) - Gunnar Rydberg (1956) - John Vikdahl (1957–58) - Rune Ludvigsson & Fingal Mårtensson (1959) - Ingemar Pettersson (1960) - Gunnar Svensson (1961–63) - Rolf Johansson (1964–65) - Gunnar Svensson (1966–67) - Hans Ambrosius (1968) - Alf Jönsson (1969–70) - Ove Bernhard & Rolf Jakobsson (1971–72) - Hans Ambrosius (1973) - Lars Nylander (1974–76) - Jan Anders Andersson (1977–79) - Bengt Carnelid (1980–81) - Hasse Selander (1982–84) - PG Skoglund (1985–86) | - Olle Kristenson (1987–89) - Bryan King (1990–91) - Stig Kristensson (1992–96) - Rutger Backe & Sven Sjöholm (1997) - Roberto Jakobsson (1997–99) - Uno Andersson (2000–01) - Örjan Glans (2002–03) - Lars Borgström (2004) - Stig Kristensson (2004–07) - Tomas Askenbrand (2008–12) - Hans Eklund (2013) - Henrik Larsson (2014–15) - Hans Eklund (2015–21) - Tobias Tuvesson (2021–22) - Christoffer Andersson (2022–) |